# Rebecca De Mornay
Pour les articles homonymes, voir Mornay.
Rebecca De Mornay, née Rebecca Pearch le 29 août 1959, en Californie, est une actrice et productrice américaine.

## Biographie

### Jeunesse
Son père, Wally George (en), est un célèbre commentateur de radio et de télévision ultra-conservateur avec qui elle entretient des rapports compliqués jusqu'au décès de celui-ci. Ses parents divorcent lorsqu'elle a deux ans et sa mère l'emmène vivre en Europe, notamment en Autriche, en France et en Grande-Bretagne. C'est en France que sa mère épouse en secondes noces Richard De Mornay, qui adopte Rebecca. Grâce à ses jeunes années, Rebecca De Mornay parle couramment le français et l'allemand.

### Vie privée
Rebecca De Mornay a deux demi-frères, Jonathan, homme d'affaires, et Peter, guitariste.
Après une liaison assez médiatisée avec Tom Cruise entre 1983 et 1985, elle épouse le scénariste Bruce Wagner en 1986 mais divorce en 1990.
De son second mariage, en 1996, avec le commentateur sportif Patrick O'Neal, fils de l'acteur Ryan O'Neal, Rebecca De Mornay a deux filles, Sophia et Veronica. Le couple divorça en 2002.
Rebecca De Mornay eut également une longue relation avec Leonard Cohen, dont elle a produit certaines chansons de l'album The Future en 1992.

### Cinéma
Après des cours au célèbre Lee Strasberg Theatre and Film Institute (Actors Studio), elle décroche son premier petit rôle dans Coup de cœur de Francis Ford Coppola en 1982 aux côtés de Teri Garr, Raul Julia et Harry Dean Stanton qui restera un mentor et un ami.
L'année suivante, elle s'impose aux côtés de Tom Cruise dans Risky Business, où elle joue le rôle sulfureux d'une call-girl qui fait passer un week-end incroyable à un garçon de bonne famille. Elle enchaîne la même année avec Dernier testament où débute le jeune Kevin Costner. En 1985, elle est au casting de trois films, dont Mémoires du Texas aux côtés de Geraldine Page pour lequel Rebecca De Mornay reçoit des critiques très positives sur sa prestation et le carton Runaway Train dont elle partage la vedette avec Jon Voight et Eric Roberts.
Par la suite, malgré l'adaptation en 1986 de la nouvelle d'Edgar Allan Poe The Murders in the Rue Morgue avec George C. Scott et Val Kilmer, sa carrière patine et manque d'être brisée en 1988 par le terrible échec critique et commercial du remake de Et Dieu… créa la femme pourtant dirigé par Roger Vadim lui-même. Des années durant, les choix cinématographiques de la comédienne resteront alors confidentiels.
1991 marque le retour en grâce de Rebecca De Mornay qui revient progressivement sur le devant de la scène grâce au film Backdraft qui bénéficie d'un solide casting dont Kurt Russell et Robert De Niro. La même année, le rôle marquant de Flo March dans la mini-série télévisée Une femme encombrante, aux côtés de Jason Robards bénéficie d'excellents échos.
En 1992, Rebecca de Mornay s'impose enfin quand La Main sur le berceau cartonne au box-office mondial. Elle impressionne en effet dans son rôle de baby-sitter diabolique et le film est notamment reçu à Deauville. De plus, l'actrice décroche le Prix d'interprétation au Festival du film policier de Cognac où le film remporte également le Grand Prix et le Prix du public. Qui plus est, Rebecca De Mornay remporte aux MTV Movie Awards le Prix du meilleur méchant en plus d'une nomination en tant que Meilleure Actrice à la même cérémonie. Enfin, elle est aussi nommée au Prix de la meilleure actrice à l'Académie des films de science-fiction, fantastique et horreur en 1993. Consécutivement, le rôle de la comédienne se retrouve au panthéon des tueurs psychopathes, comme ce fut aussi le cas pour Kathy Bates pour Misery ou Glenn Close pour Liaison fatale.
Elle devient alors très présente sur les affiches.
En 1993, elle tient la vedette du thriller Angle mort qui l'oppose à Rutger Hauer. La même année, le prestigieux réalisateur Sidney Lumet, passionné des prétoires, lui offre le premier rôle de L'Avocat du diable où elle joue le rôle d'une avocate manipulée par son client, interprété par Don Johnson. Le film est également présenté à Deauville en 1993. Elle termine l'année en reprenant le rôle de la perfide Milady de Winter dans Les Trois Mousquetaires aux côtés de Charlie Sheen, Kiefer Sutherland et Chris O'Donnell.
L'année suivante, sa prestation, pour la télévision, dans Getting Out, avec Ellen Burstyn est saluée par la critique. En 1995, la comédienne signe la réalisation d'un épisode de la série Au-delà du réel : L'aventure continue.
Enfin, en 1996, elle partage la vedette du thriller érotique  Excès de confiance avec Antonio Banderas, dont elle est aussi la productrice exécutive.
Plus discrète par la suite, elle préfère de petites productions (The Winner avec Vincent D'Onofrio, Comme un voleur avec Alec Baldwin ou The Con avec William H. Macy).
Depuis 2003, Rebecca De Mornay est réapparue plusieurs fois au cinéma, essentiellement en tant que guest star comme dans les films Identity avec John Cusack et Amanda Peet en 2003, Serial noceurs avec Vince Vaughn et Owen Wilson en 2005 ou American Pie 4 (American Reunion en 2012. Des rôles plus consistants lui sont confiés dans les Seigneurs de Dogtown avec Emile Hirsch et Heath Ledger en 2005, Raise Your Voice en 2006 aux côtés d'Hilary Duff.
En 2010, Mother's Day lui donne une nouvelle occasion de faire peur au public. Dans ce film, elle interprète en effet la mère psychotique de trois dangereux voyous qui ont séquestré un groupe d'amis dans leur ancienne maison. Ce rôle est devenu culte auprès des amateurs du genre et des magazines de cinéma fantastique et d'horreur, malgré une exploitation en salles réduite.
En 2016, elle apparaît en épouse assassinée de Stanley Hill (joué par John Travolta) dans The Revenge, sorti directement en vidéo à la demande.

### Télévision
À partir de 1997, Rebecca De Mornay se tourne vers le petit écran et est notamment choisie en 1997 par Stephen King en personne pour interpréter le rôle de Wendy Torrance dans la réadaptation de Shining pour la télévision, l'écrivain n'ayant jamais apprécié la célèbre adaptation du film de Stanley Kubrick. La mini-série est un succès partout dans le monde et rediffusée régulièrement.
En 1999, elle apparaît en guest-star de cinq épisodes de la série à succès Urgences où elle vampe le jeune médecin incarné par Noah Wyle.
En 2001, elle est au coeur de prestigieux castings pour les mini-séries Affaires de femmes (avec Mia Farrow, Kate Capshaw, Stockard Channing, Elle MacPherson, Linda Hamilton et Allison Janney) puis Salem Witch Trials (aux côtés de Shirley MacLaine, Kirstie Alley, Peter Ustinov, Gloria Reuben et Alan Bates).
Plus tard, c'est dans les séries Boomtown (2001), The Practice : Bobby Donnell et Associés (2004) et New York, unité spéciale (2004) qu'elle apparait en invitée de marque.
En 2007, elle est en tête du casting de la série John from Cincinnati, qui ne comptera qu'une saison malgré de bonnes critiques.
En 2013, la comédienne est en tête d'une adaptation contemporaine de la série dérivée Hatfields & McCoys co-produite par Charlize Theron qui n'est cependant pas diffusée.
Depuis, elle est apparue comme invitée dans des séries à succès : Hawaii 5-0 en 2013, Lucifer en 2016 et surtout Jessica Jones depuis 2015.

## Filmographie

### Cinéma

#### Années 1980
- 1982 : Coup de cœur (One from the Heart) de Francis Ford Coppola : l'étudiante
- 1983 : Risky Business de Paul Brickman : Lana
- 1983 : Le Dernier Testament (Testament) de Lynne Littman : Cathy Pitkin
- 1985 : Match à deux (The Slugger's Wife) d'Hal Ashby : Debby 'Huston' Palmer
- 1985 : Runaway Train d'Andrei Konchalovski : Sara
- 1985 : Mémoires du Texas (The Trip to Bountiful) de Peter Masterson : Thelma
- 1987 : La Belle et la Bête (en) (Beauty and the Beast) d'Eugene Marner : Belle
- 1988 : And God Created Woman de Roger Vadim : Robin Shea
- 1988 : Deux filles au FBI (en) (Feds) de Daniel Goldberg : Elizabeth "Ellie" De Witt
- 1989 : Raiders (Dealers) de Colin Bucksey : Anna Schuman

#### Années 1990
- 1991 : Backdraft de Ron Howard : Helen McCaffrey
- 1992 : La Main sur le berceau (The Hand That Rocks The Cradle) de Curtis Hanson : Peyton Flanders
- 1993 : L'Avocat du diable (Guilty as Sin) de Sidney Lumet : Jennifer Haynes
- 1993 : Les Trois Mousquetaires (The Three Musketeers) de Stephen Herek : Milady de Winter
- 1995 : Excès de Confiance (Never Talk to Strangers) de Peter Hall : Sarah Taylor
- 1996 : Les Flambeurs (The Winner) d'Alex Cox : Louise
- 1999 : Comme un voleur (Thick as Thieves) de Scott Sanders : Petrone
- 1999 : Le prix du doute (Table for One) de Ron Senkowski : Ruth Draper

#### Années 2000
- 2000 : L'Ombre de la séduction (The Right Temptation) de Lyndon Chubbuck : Derian McCall
- 2001 : Affaires de femmes (A Girl Thing) de Lee Rose : Kim McCormack
- 2003 : Identity de James Mangold : Caroline Suzanne
- 2004 : Trouve ta voix (Raise Your Voice) de Sean McNamara : Tante Nina
- 2005 : Les Seigneurs de Dogtown (Lords of Dogtown) de Catherine Hardwicke : Philaine
- 2005 : Serial noceurs (Wedding Crashers) de David Dobkin : Mme Kroeger
- 2007 : American Venus (en) de Bruce Sweeney : Celia
- 2007 : Music Within (en) de Steven Sawalich : La mère de Richard

#### Années 2010
- 2010 : Un cœur à l'envers (Flipped) de Rob Reiner : Patsy Lotski
- 2011 : Mother's Day de Darren Lynn Bousman : Natalie Koffin
- 2013 : Apartment 1303 3D de Michael Taverna : Maddie Slate
- 2016 : The Revenge (I Am Wrath) de Chuck Russell : Vivian Hill
- 2017 : Collar : Maire Ramona "Nomi" Billingsley

#### Années 2020
- 2020 : She Ball de Nick Cannon : Aggie
- 2023 : Angel Baby de Douglas Tait : Maggie
- 2024 : Peter Five Eight de Michael Zaiko Hall : Brenda
- 2024 : Saint Clare de Mitzi Peirone : Arlene "Gigi" Newberry

### Télévision

#### Séries télévisées
- 1986 : Tall Tales and Legends : Slewfoot Sal
- 1991 : Une femme indésirable (An Inconvenient Woman) : Flo March
- 1995 : Au-delà du réel : L'aventure continue (The Outer Limits) : Une femme
- 1997 : Shining (The Shining) : Wendy Torrance
- 1999 : Urgences (ER) : Elaine Nichols
- 2002 : Boomtown : Sabrina Fithian / Jill Foster
- 2004 : The Practice : Donnell et Associés (The Practice) : Hannah Rose
- 2006 : New York, unité spéciale (Law and Order: Special Victims Unit) : Tessa McKellen (saison 7, épisode 15)
- 2007 : John from Cincinnati : Cissy Yost
- 2013 : Hatfields and McCoys : Mary Hatfield
- 2013 : Hawaii 5-0 (Hawaii Five-0) : Barbara Cotchin
- 2015 - 2019 : Jessica Jones : Dorothy Walker
- 2016 : Lucifer : Penelope Decker
- 2024 - 2025 : NCIS : Enquêtes spéciales : Carla Marino

#### Téléfilms
- 1986 : Le Tueur de la Rue Morgue (The Murders in the Rue Morgue) de Jeannot Szwarc : Claire Dupin
- 1990 : L'Aube de l'apocalypse (en) (By Dawn's Early Light) de Jack Sholder : Moreau
- 1993 : Angle mort (Blind Side) de Geoff Murphy : Lynn Kaines
- 1994 : Getting Out de John Korty : Arlene
- 1998 : Belle arnaqueuse (en) (The Con) de Steven Schachter : Barbara Beaton / Nancy Thoroughgood
- 1999 : L'Amour égaré (Night Ride Home) de Glenn Jordan : Nora Mahler
- 2000 : Au bout de la nuit (en) (Range of Motion) de Donald Wrye : Lainey Berman
- 2002 : Salem Witch Trials de Joseph Sargent : Elizabeth Parris
- 2003 : No Place Like Home

### Clip
- 1985 : Sara du groupe Starship

## Distinctions

### Récompenses
- 2010 : Prix Máquina del Tiempo au 43e Festival international du film fantastique de Catalogne à Sitges
- 1992 : Meilleure actrice dans un film ou mini-série aux OFTA Television Award (Online Film & Television Association) pour Shining
- 1992 : Prix d'interprétation féminine au Festival du film policier de Cognac pour La Main sur le berceau
- 1992 : MTV Movie Awards du Prix de la meilleure méchante (MTV best villains Award) pour La Main sur le berceau

### Nominations
- 1993 : Meilleure Actrice aux Saturn Awards pour La Main sur le berceau
- 1993 : Meilleure Actrice aux Chicago Film Critics Association Awards pour La Main sur le berceau
- 1992 : MTV Movie Awards de la meilleure actrice pour La Main sur le berceau
- 1989 : Razzie Awards de la pire actrice pour And God Created Woman

## Voix françaises
| - Micky Sébastian dans : - And God Created Woman - Une femme encombrante (téléfilm) - Les Trois Mousquetaires - L'Avocat du diable - L'Amour égaré (téléfilm) - Shining (téléfilm) - Au bout de la nuit (téléfilm) - L'Ombre de la séduction - Boomtown (série télévisée) - New York, unité spéciale (série télévisée) - Rafaèle Moutier dans : - La Belle et la Bête (téléfilm) - Identity - Les Seigneurs de Dogtown - Serial noceurs - Blanche Ravalec dans : - Jessica Jones (série télévisée) - Lucifer (série télévisée) - The Revenge - NCIS : Enquêtes spéciales - Béatrice Agenin dans : - La Main sur le berceau - Angle mort (téléfilm) - Excès de confiance | - Odile Schmitt (*1956 - 2020) dans : - Belle arnaqueuse (téléfilm) - Comme un voleur - Affaires de femmes (téléfilm) - Danièle Douet dans (les séries télévisées) : - John from Cincinnati - Hawaii 5-0 - Emmanuèle Bondeville dans : - Mother's Day - American Pie 4 - Nathalie Régnier dans (les séries télévisées) : - Urgences - The Practice : Bobby Donnell et Associés Et aussi - Maïk Darah dans Risky Business - Chris Vergé dans Le Dernier Testament - Françoise Dasque dans Runaway Train - Françoise Cadol dans Backdraft - Dominique Vallée dans Les Flambeurs - Pascale Jacquemont dans Apartment 1303 3D |